# Vila Velha de Ródão
Vila Velha de Ródão là một huyện thuộc tỉnh Castelo Branco, Bồ Đào Nha. Huyện này có diện tích 330 km², dân số thời điểm năm 2001 là 4098 người.